# Сингуры
Сингуры́ (укр. Сінгури) — село на Украине, основано в 1584 году, находится в Житомирском районе Житомирской области.
Код КОАТУУ — 1822086501. Население по переписи 2001 года составляет 1737 человек. Почтовый индекс — 12444. Телефонный код — 412. Занимает площадь 0,087 км².

## История
Люди в окрестностях села жили с раннеславянских времен. Рядом с селом находятся курганы VI—XIII вв. в селе — городище-замчище XII—XIII и XVI—XVIII веков.
Село известно с начала XVI века под именем Рудники. По ревизии Житомирского замка 1545 г. им владел Василий Тышкевич, а в 1581 оно уже в собственности Андрея Тимофеевича Сингура. К середине XVII века село уже именуется Сингурами и находится опять в собственности Тышкевичей.
Село упоминается 22 февраля 1701 г. в жалобе Александры Головинськой на Мартина и Михаила Макульських и Филона и Михаила Вороничев, которые отказывались вернуть ей взятые у неё пушки, которыми они укрепляли оборону своего замка в Сингурах во время казацких смут.
В 1746 г. на средства прихожан в селе была построена церковь Воздвижения честного Креста.
Село пострадало от голода 1932—1933.
После освобождения села в 1944 году по инциативе девушек-комсомолок А. И. Маевской, Л. М. Кошкаревой, А. А. Боровик и С. И. Прилипко были собраны средства на постройку танка «Сингуровский колхозник», который был передан в 54-ю гвардейскую танковую бригаду экипаж Павлова.

## Адрес местного совета
12444, Житомирская область, Житомирский р-н, с. Сингуры, ул. Ленина, 1